# ニムラブス科
ニムラブス科 (Nimravidae) は、北米・ヨーロッパ・アジア特産の食肉目に属する絶滅科で、時に「偽剣歯虎」としても知られる。真のネコ類（ネコ科）ではないが近い仲間であると一般的に考えられており、同じくネコ型亜目の一員として分類されている。化石の年代は中期始新世から後期中新世（バートニアンからトートニアン、40.4-7.2 Ma ）の3320万年にわたる。
従来はネコ科に含められており、現在この科に分類されているディニクティスとホプロフォネウスがそれぞれ通常ネコ類の系統（ネコ亜科）と剣歯虎類の系統（マカイロドゥス亜科）の代表とされていたこともあったが、詳細な研究の結果、別の科であるとされるようになった。以前はニムラブス科の亜科として扱われていたバルボロフェリス類は2004年に独自の科であるバルボロフェリス科 (Barbourofelidae) に分離された。

## 形態と進化
短い吻部・裂肉歯・遠位の臼歯の縮小・出し入れ可能な爪、などの特徴はネコ科とよく似ているが、頭骨の眼窩後部長が短い・頭骨の全長に対する全幅の比率が大きい、などの点でネコ科と異なる。また上顎第2第3大臼歯・下顎第3大臼歯が消失する。
ほとんどのニムラブス科は筋肉質で低い姿勢のネコのような体を持つが、典型的なネコ類よりも短い四肢と尾を持つ。ニムラブス科は耳の中の耳小骨に現生のネコ型類とは異なる特徴を持っていた。真のネコの中耳は鼓胞と呼ばれる外部構造内に納められており、鼓胞は中隔によって2つの小胞に分割されている。ニムラブス科においては、骨化した鼓胞はあるが中隔がないか、そもそも鼓胞自体の痕跡がない。これは彼らが耳機構を納めるのに軟骨質の隔室を用いていたからだと考えられている。
外形的・体型的にスミロドンに代表される剣歯虎類によく似たものも存在したが、彼らは互いに近縁ではなく、平行進化の結果似たような外形を進化させたものである。ニムラブス科はバルボロフェリス科と頭蓋・下顎・歯列・体骨格において共有派生形質を持つ。彼らはまたティラコスミルスほど顕著ではないものの下顎先端部に上顎犬歯と同じぐらいの長さに伸びる鍔を持つ。
ニムラブス科の祖先とネコ科の祖先はイヌ型亜目とネコ型亜目が分離したすぐ後に別れ、それはおよそ50Ma（それまでに分岐したのが確実である下限制約では43Ma）の中期始新世とされている。確実なニムラブス科化石の産出は、ワイオミング州フラグスタッフ・リムのホワイトリバー累層産の後期始新世(37Ma)から後期中新世(5Ma)にわたる。ニムラブス科の多様性はおよそ28Maにその頂点を極めた。

## 分類

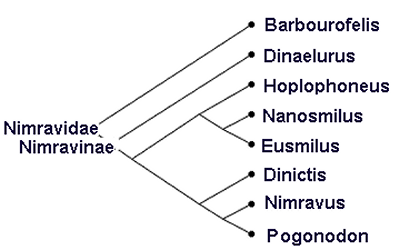
ニムラブス科の分岐図

ニムラブス科は1880年にアメリカの古生物学者エドワード・ドリンカー・コープによってニムラブス (Nimravus) を模式属として設立された。この科はCope (1889)では裂脚亜目に、Flynn and Galiano (1982)ではイヌ型亜目に、Carroll (1988)ではネコ下目（Aeluroidea）に、Bryant (1991)ではネコ型亜目に、Wesley-Hunt and Werdelin (2005)では食肉形類（Carnivoramorpha）に分類されている
研究者によってはニムラブス科に科内の属の近縁性を反映していくつかの族を置くことがある。あるグループはネコのような体型と、長く扁平で大型の上顎犬歯とそれに付随した下顎の鍔を発達させた。あるグループはもっと小さい犬歯の現生ネコ類と同じような歯列を持っていた。また別のグループは、剣歯虎類と現生ネコ類の中間であるかのような、中程度に発達した犬歯を持っていた。上顎犬歯は、真の剣歯虎類（マカイロドゥス亜科）のものと比べて短いだけでなくより円錐形に近かった。これらのニムラブス科は「偽剣歯虎」と言及される。
ニムラブス科はその歯列に多様な変異を見せているだけでなく、その体型と大きさにおいてもネコ科と同程度の多様性を示している。ヒョウほどの大きさのものや、現在のトラ・ライオンの大きさのものがおり、現在のチーターのような短い鼻面・丸い頭蓋・小さな犬歯を持つものもいた。

## 生態

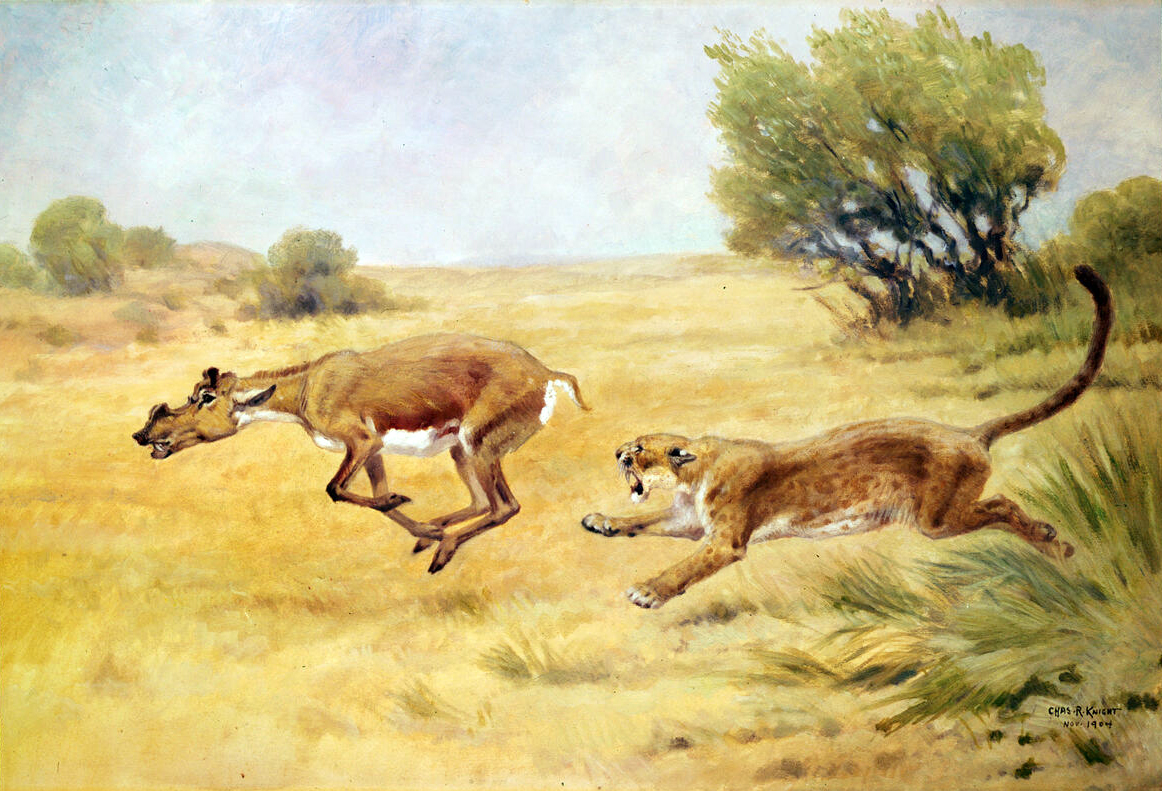
チャールズ・ナイトによるディニクティスとプロトケラスの復元図

ニムラブス科は北米とアジアでおよそ4000万年前の中期始新世に現れた。この時代の地球気候は温暖で湿潤なものだったが、後期始新世に向かってより寒冷・乾燥化していく過程にあった。始新世の生い茂った森林は、低木林・疎林に変化しつつあった。この気候変化は漸新世を通じて続き、ニムラブス科はそうした環境の中で繁栄していった。北米とアジアは陸続きで、非常に近い動物相を共有していた。漸新世のヨーロッパは大陸というよりはむしろ多島海であったが、いくつかの地橋が存在していたはずだと考えられており、ニムラブス科はそこでも生息域を拡大した。
中新世になると、寒冷化と乾燥化の進行が早まり、化石記録からは多くの森林生活に適応した動物たちが草原に適応した狭義の草食動物に置き換えられていったことが判明している。これは北米とアジアの大部分でサバンナが卓越していったことを示している。ニムラブス科は森の消滅と共に姿を消していったが、ヨーロッパの多湿林では遺存種として中新世になっても生き残っていた。そこでも状況が完全に変化した後期中新世、最後のニムラブス科が消えていった。それはおよそ900万年前のことだとされている。

## 下位分類
- ニムラブス科 Nimravidae
  - ニムラブス亜科 Nimravinae
    - Dinictis
    - Dinaelurus
    - Dinailurictis
    - Eofelis
    - Nimravus
    - Pogonodon
    - Quercylurus

  - ホプロフォネウス亜科 Hoplophoninae
    - Eusmilus
    - Hoplophoneus